# پالتش
پالتش (به چکی: Páleč) یک منطقهٔ مسکونی در جمهوری چک است که در شهرستان کلادنو واقع شده‌است.